# Étoile de Bessèges
Étoile de Bessèges ("Bessegès stjärna") är ett etapplopp i landsvägscykling som arrangerats årligen sedan 1971 i omgivningarna av Bessèges i departementet Gard i regionen Occitanien - de två första åren kördes det som ett endagslopp och 1973 som tre etapper, men sedan 1974 består det av fem till sju etapper (sedan 2013 fem). Från och med 2012 har den sista etappen varit en cirka 10 km lång tempoetapp (2012 och 2013 körd på eftermiddagen efter en kort linjeetapp körd tidigare på dagen, men från 2014 körd för sig själv på dag fem). Loppet ingår i UCI Europe Tour sedan 2005, klassificerat som 2.1, och är det första etapploppet för året på kalendern.
Loppet grundades av den tidigare amatörcyklisten Roland Fangille (1939-2020) som kom från Bessèges..

## Podieplaceringar
| År   | Vinnare              | Tvåa                    | Trea                       |
| ---- | -------------------- | ----------------------- | -------------------------- |
| 1971 | Jean-Luc Molinéris   | René Grelin             | Barry Hoban                |
| 1972 | Jean-Luc Molinéris   | Guy Maingon             | Daniel Van Ryckeghem       |
| 1973 | Robert Mintkiewicz   | Serge Lapébie           | Bernard Masson             |
| 1974 | Jacques Esclassan    | Gerrie Knetemann        | Charles Rouxel             |
| 1975 | Patrick Béon         | Charles Rouxel          | Patrick Perret             |
| 1976 | Maurice Le Guilloux  | Bernard Labourdette     | Guy Dolhats                |
| 1977 | Willy Planckaert     | Serge Vandaele          | Sean Kelly                 |
| 1978 | Dietrich Thurau      | Leo van Vliet           | Guido Van Sweevelt         |
| 1979 | Jacques Michaud      | Ferdi Van Den Haute     | Christian Levavasseur      |
| 1980 | Franky De Gendt      | Jean-Louis Gauthier     | Wladimiro Panizza          |
| 1981 | Jan Raas             | Régis Clère             | Frank Hoste                |
| 1982 | Cees Priem           | Leo van Vliet           | Patrick Bonnet             |
| 1983 | Bert Oosterbosch     | Gilbert Glaus           | Gerrie Knetemann           |
| 1984 | Eddy Planckaert      | Jos Lammertink          | Jean-Luc Vandenbroucke     |
| 1985 | Guy Nulens           | Jean-Claude Leclercq    | Steven Rooks               |
| 1986 | Niki Rüttimann       | Marc Sergeant           | Kim Andersen               |
| 1987 | Ronan Pensec         | Laurent Fignon          | Guido Winterberg           |
| 1988 | Adri van der Poel    | Régis Simon             | Søren Lilholt              |
| 1989 | Etienne De Wilde     | Teun van Vliet          | Frans Maassen              |
| 1990 | Frans Maassen        | Michel Vermote          | Henri Manders              |
| 1991 | Ad Wijnands          | Stephan Joho            | Frans Maassen              |
| 1992 | Beat Zberg           | Danny Nelissen          | Ronan Pensec               |
| 1993 | Armand de Las Cuevas | Jean-Pierre Heynderickx | Charly Mottet              |
| 1994 | Jean-Paul van Poppel | Christophe Leroscouet   | Christian Chaubet          |
| 1995 | Serguei Outschakov   | Andrei Tchmil           | François Simon             |
| 1996 | Ján Svorada          | Wilfried Nelissen       | Fabio Baldato              |
| 1997 | Patrice Halgand      | Zbigniew Spruch         | Bruno Boscardin            |
| 1998 | Jo Planckaert        | Alberto Elli            | Philippe Gaumont           |
| 1999 | David Lefèvre        | Jens Voigt              | Andrei Tchmil              |
| 2000 | Jo Planckaert        | Jaan Kirsipuu           | Chris Peers                |
| 2001 | Niko Eeckhout        | Damien Nazon            | Ján Svorada                |
| 2002 | Robbie McEwen        | Andrea Ferrigato        | Lorenzo Bernucci           |
| 2003 | Fabio Baldato        | Michael Skelde          | Franck Bouyer              |
| 2004 | Laurent Brochard     | Sylvain Calzati         | Joseba Zubeldia            |
| 2005 | Freddy Bichot        | Maxime Monfort          | Arnaud Labbe               |
| 2006 | Frederik Willems     | Preben Van Hecke        | Thomas Voeckler            |
| 2007 | Nick Nuyens          | Vasil Kiryjenka         | Preben Van Hecke           |
| 2008 | Jurij Trofimov       | Gianni Meersman         | Pierrick Fédrigo           |
| 2009 | Thomas Voeckler      | Jure Kocjan             | Jurij Trofimov             |
| 2010 | Samuel Dumoulin      | Matthieu Ladagnous      | Pieter Ghyllebert          |
| 2011 | Anthony Ravard       | Marco Marcato           | Johnny Hoogerland          |
| 2012 | Jérôme Coppel        | Franck Vermeulen        | Rein Taaramäe              |
| 2013 | Jonathan Hivert      | Jérôme Cousin           | Anthony Roux               |
| 2014 | Tobias Ludvigsson    | Jérôme Coppel           | John Degenkolb             |
| 2015 | Bob Jungels          | Tony Gallopin           | Kris Boeckmans             |
| 2016 | Jérôme Coppel        | Tony Gallopin           | Thibaut Pinot              |
| 2017 | Lilian Calmejane     | Tony Gallopin           | Mads Würtz Schmidt         |
| 2018 | Tony Gallopin        | Christophe Laporte      | Yoann Paillot              |
| 2019 | Christophe Laporte   | Tobias Ludvigsson       | Jimmy Janssens             |
| 2020 | Benoît Cosnefroy     | Alberto Bettiol         | Alexys Brunel              |
| 2021 | Tim Wellens          | Michał Kwiatkowski      | Nils Politt                |
| 2022 | Benjamin Thomas      | Alberto Bettiol         | Tobias Halland Johannessen |
| 2023 | Neilson Powless      | Mattias Skjelmose       | Pierre-Roger Latour        |
| 2024 | Mads Pedersen        | Kévin Vauquelin         | Alberto Bettiol            |
| 2025 | Kévin Vauquelin      | Dylan Teuns             | Kevin Geniets              |